# Maurice Barthélemy (acteur)
 (juin 2015).
Si vous disposez d'ouvrages ou d'articles de référence ou si vous connaissez des sites web de qualité traitant du thème abordé ici, merci de compléter l'article en donnant les références utiles à sa vérifiabilité et en les liant à la section « Notes et références ».
Pour les articles homonymes, voir Maurice Barthélemy et Barthélemy.
Maurice-Domingue Barthélemy, dit Maurice Barthélemy, est un acteur, réalisateur et scénariste français, né le 23 mai 1969 à La Paz, en Bolivie.
Entre les années 1990 et 2000, il est membre de la troupe comique Robins des Bois sur Canal + et Comédie !. Depuis, il mène une carrière en solo.
En 2004, il s'impose comme scénariste/réalisateur avec son premier long métrage, Casablanca Driver. Il poursuit dans un registre dramatique avec Papa (2005), porté par Alain Chabat.
Durant les années 2010, il poursuit avec deux comédies chorales Low Cost (2011) puis Les Ex (2017). Entre ces deux projets, il dirige l'humoriste Norman pour ses premiers pas au cinéma, avec la parodie Pas très normales activités (2012).

## Biographie
Maurice-Domingue Barthélemy naît en mai 1969 à La Paz, en Bolivie. Son père, Gérard Barthélemy (1934-2007) est ethnologue, ancien diplomate reconverti comme artisan menuisier, et sa mère, Mimi Barthélémy (1939-2013), conteuse haïtienne et professeur d'espagnol.

### Révélation comique (années 1990)
Maurice Barthélemy commence sa carrière sur les planches des théâtres. D'abord seul, il rejoindra la troupe The Royal Imperial Green Rabbit Company (qui deviendra par la suite la troupe des Robins des Bois). Cette troupe est composée d'élèves du cours de théâtre d'Isabelle Nanty (donnés entre 1989 et 1990 au Cours Florent), qui jouera d'ailleurs avec eux dans la pièce qui les propulsera vers le succès, Robin des Bois, une pièce d’à peu près Alexandre Dumas.
En 1996, remarqués par Dominique Farrugia, la troupe jouera quotidiennement en direct sur la chaîne Comédie ! dans La Grosse Émission pendant deux ans. Au cours de cette période, Maurice campera des personnages divers et variés, allant de Father Tom (un télévangéliste menteur et violent), à l'animateur radio alcoolique de Radio Bière-Foot. La troupe poursuivra ses élucubrations, l'année suivante, sur Canal+, dans l'émission Nulle part ailleurs, se découvrant alors à un public grandissant.

### Passage au cinéma (années 2000)
Dès juin 2001, Maurice Barthélemy et les Robins des Bois se libèrent de leurs obligations quotidiennes[Quoi ?] pour se consacrer de plus en plus au cinéma. Il co-écrit le film RRRrrrr!!!, réalisé par Alain Chabat (2004), dans lequel il interprète le rôle du chef.
En 2002, il participe à La Stratégie de l'échec de Dominique Farrugia. Il joue dans la mini-série Faut-il ? diffusée en 2002 sur Canal+ et du 17 avec son complice Jean-Paul Rouve.
En 2004, il sort son premier film Casablanca Driver sur grand écran en tant que réalisateur, scénariste et acteur, film atypique devenu culte pour certains.
En 2005, un film intimiste et poignant fait découvrir une autre facette de son talent, tant de réalisateur que d'auteur : Papa, avec Alain Chabat.

### Réalisateur de comédies (années 2010)

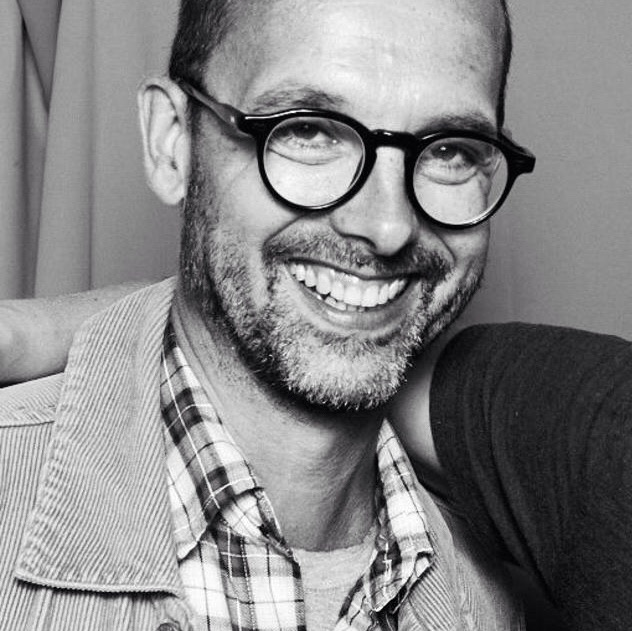
Le réalisateur, en décembre 2014.

En 2011, Maurice Barthélemy revient à la comédie avec Low Cost, une satire sociale avec Jean-Paul Rouve, Gérard Darmon et Judith Godrèche.
En 2012, il réalise également Pas très normales activités avec Norman de Norman fait des vidéos. Le film remporte le prix du Jury au Festival de l'Alpe d'Huez. Il apparaît en shérif avec Jean-Paul Rouve dans le clip des Cranberries Promises, tourné par Olivier Dahan.
Depuis 2005, il est le réalisateur de la saga publicitaire 118 218.
Maurice est également l'auteur d'un livre intitulé J'ai passé ma vie à chercher l'ouvre-boîtes.
En juillet 2018, M6 l'annonce comme réalisateur d'un téléfilm évènement, faisant suite à l'éphémère série de 2015 Peplum, portée par Jonathan Lambert. Intitulé Peplum : La Folle Histoire du mariage de Cléopâtre, il est diffusé en deux parties sur la chaîne, le 30 juillet 2019.
En 2023 sort son troisième livre, L'Expérience, un roman où Léo vit un moment hors du temps dans une salle de cinéma, et où revenir sur sa vie, ses amours ou ses rendez-vous manqués n'est pas aussi simple...

### Vie privée
Maurice Barthélemy a été en couple avec l'actrice Marina Foïs. Il a été le compagnon de l'actrice Judith Godrèche de 2004 à 2012, avec laquelle il a une fille, Tess Barthélemy, née le 19 avril 2005.
Il est hypersensible, sujet qu'il aborde dans son son deuxième livre, Fort comme un hypersensible, publié en 2021. Une conférence du même nom est présentée au théâtre La Pépinière durant 3 mois et demi.

## Filmographie
Sauf indication contraire, les informations mentionnées dans cette section peuvent être confirmées par les bases de données cinématographiques  présentes dans la section « Liens externes ».

### Acteur

#### Cinéma

##### Longs métrages
- 1998 : Serial Lover de James Huth : Maurice Speedrabbit
- 1998 : Trafic d'influence de Dominique Farrugia : le jeune syndicaliste
- 2001 : Le Petit Poucet d’Olivier Dahan : le cavalier de la reine
- 2001 : La Stratégie de l'échec de Dominique Farrugia : Luc
- 2002 : Astérix et Obélix : Mission Cléopâtre d’Alain Chabat : le légionnaire Couloirdebus
- 2002 : Le Raid de Djamel Bensalah : Momo
- 2004 : RRRrrrr!!! d’Alain Chabat : Pierre, le chef
- 2004 : Casablanca Driver de Maurice Barthélemy : le Casablanca Driver
- 2006 : Essaye-moi de Pierre-François Martin-Laval : l'homme du couple sur la route
- 2010 : Toutes les filles pleurent de Judith Godrèche : Jean
- 2012 : Un bonheur n'arrive jamais seul de James Huth : Laurent
- 2013 : Pas très normales activités de Maurice Barthélemy : Thierry Musseau
- 2016 : Les Tuche 2 d'Olivier Baroux : l'agent
- 2017 : Les Ex de Maurice Barthélemy : Serge
- 2022 : Zaï zaï zaï zaï de François Desagnat

##### Courts métrages
- 2014 : En avant, calme et droit de Julie-Anne Roth
- 2015 : Technophobe de Cyprien Iov : le docteur

#### Télévision

##### Séries télévisées
- 2000-2001 : La Cape et l'Épée
- 2001 : H (saison 3, épisode 19)
- 2002 : Faut-il ?
- 2002 : Le 17

##### Téléfilms
- 2019 : Peplum : La Folle Histoire du mariage de Cléopâtre (dérivé de la série Peplum) : Hercule
- 2025 : Tout le bleu du ciel : le gendarme

#### Clip
- 1999 : Promises des Cranberries, réalisé par Olivier Dahan

### Réalisateur

#### Cinéma

##### Longs métrages
- 2004 : Casablanca Driver
- 2005 : Papa
- 2011 : Low Cost
- 2013 : Pas très normales activités
- 2017 : Les Ex
- 2025 : Tout le bleu du ciel

##### Courts métrages
- 2013 : Bonjour

#### Télévision

##### Téléfilms
- 2019 : Peplum : La Folle Histoire du mariage de Cléopâtre (dérivé de la série Peplum)
- 2025 : Tout le bleu du ciel

### Scénariste

#### Cinéma

##### Longs métrages
- 2004 : RRRrrrr!!! d’Alain Chabat
- 2004 : Casablanca Driver de lui-même
- 2005 : Papa de lui-même
- 2011 : Low Cost de lui-même
- 2013 : Pas très normales activités de lui-même
- 2017 : Les Ex de lui-même

##### Courts métrages
- 2013 : Bonjour de lui-même

#### Télévision

##### Séries télévisées
- 2000-2001 : L'Instant norvégien
- 2000-2001 : La Cape et l'Épée
- 2002 : Faut-il ? (série télévisée)

##### Téléfilm
- 2019 : Peplum : La Folle Histoire du mariage de Cléopâtre (dérivé de la série Peplum) de lui-même

## Théâtre
Sauf indication contraire ou complémentaire, les informations mentionnées dans cette section peuvent être confirmées par la base de données Les Archives du spectacle.

### Acteur
- Le Rideau déchiré (1989, Michel Mourtérot)
- La Ronde, d'Arthur Schnitzler (1991, Isabelle Nanty)
- Le Bébé de Monsieur Laurent, de Roland Topor (1991, Jean-Christophe Berjon)
- Les Acteurs de bonne foi, de Marivaux (1991, Michel Mourterot)
- On est dans la m…, de A. Halimi (1992, Jean-Christophe Berjon)
- Souffleurs, de Dino Buzzati (1993, Jean-Christophe Berjon)
- Reniflard and Co, des Marx Brothers (1993, Jean-Christophe Berjon)
- L'Ascenseur, de Roland Dubillard (1994, M. Hemada)
- L'Île au trésor, de Robert Louis Stevenson (1994, Georges Vérin et Jean-Claude Nieto)
- Reaching for each other (1995, A. Vajpeji)
- Bilbo le Hobbit, de J. R. R. Tolkien (1995, Pierre Richards et Roger Varin)
- Robin des Bois d'à peu près Alexandre Dumas, d’après Alexandre Dumas (1997, Pierre-François Martin-Laval)
- Fort comme un hypersensible, de Maurice Barthélemy (2021 au Théâtre de la Pépinière, Gersende Michel)

### Auteur
- 2004 : La Folie du spectacle, seul en scène d'Axelle Laffont, coécrit avec Axelle Laffont et Serge Hazanavicius
- 2012 : J'ai passé ma vie à chercher l'ouvre-boîtes, mis en scène par Claude Aufaure, théâtre du Rond-Point

### Metteur en scène
- 2004 : La Folie du spectacle, seul en scène d'Axelle Laffont, co-mis en scène par Serge Hazanavicius

### Assistant mise en scène
- 1991 : 29° à l'ombre, avec Jacques Weber
- 1991 : Maman Sabouleux, d'Eugène Labiche, avec Isabelle Nanty
- 1993 : Saloperie de m…, avec Michaël Cohen

## Émissions de télévision
- 1992 : La Classe sur FR3
- 1997-1999 : La Grosse Émission sur Comédie !
- 1999-2001 : Nulle part ailleurs sur Canal+
- 2000-2001 : L'Instant norvégien sur Canal+
- 2018 : Burger Quiz
- 2021 : Fort Boyard sur France 2
- 2022 : Cuisine ouverte sur France 3

## Publications
- 2001 : J'ai passé ma vie à chercher l'ouvre-boîtes, Éditions Séguier
- 2021 : Fort comme un hypersensible, avec Charlotte Wils, Éditions Michel Lafon
- 2023 : Sexologie, Éditions Michel Lafon
- 2023 : L'Expérience, édition Plon